# Rosalia alpina
Il cerambice del faggio (Rosalia alpina Linnaeus, 1758) è un coleottero della famiglia Cerambycidae, noto per la particolare colorazione nera e blu e per i ciuffi neri presenti sui segmenti delle antenne; è anche tra i più grandi rappresentati europei dell'ordine dei Coleoptera grazie alla lunghezza del corpo che può arrivare fino a 40 mm.

## Scoperta
Il nome della specie è fuorviante, dato che la distribuzione non è limitata alle sole Alpi, ma si riferisce alla posizione in cui è stato raccolto il campione con cui Linnaeus descrisse per la prima volta la specie nel 1758. Il campione fu raccolto da Johann Jakob Scheuchzer il 12 luglio del 1703 nella valle della Tamina, valle presente in Svizzera che appartiene oggi al Cantone di San Gallo.

## Descrizione
Ha dimensioni variabili tra 14 e 40 mm con aspetto inconfondibile: il corpo e le elitre hanno una colorazione che va dal grigio-blu fino al blu chiaro. Le elitre, bordate di chiaro, presentano delle chiazze nere di dimensioni e forma variabile che permettono di distinguere un esemplare da un altro. Sulle ali presenta un disegno a macchie nere. Presenta inoltre antenne molto lunghe.[3]